# San Ysidro (okrug Doña Ana, Novi Meksiko)
San Ysidroje popisom određeno mjesto u okrugu Doña Ani u američkoj saveznoj državi Novom Meksiku. Prema popisu stanovništva SAD 2010. ovdje je živjelo 2090 stanovnika.

## Zemljopis
Nalazi se na 32°21′3″N 106°48′40″W / 32.35083°N 106.81111°W (32.356752, -106.812892). Prema Uredu SAD-a za popis stanovništva, zauzima 6,85 km2 površine, sve suhozemne.